# Provincia del Moro
La Provincia Mora (en inglés Moro Province) fue una demarcación administrativa histórica creada durante la ocupación estadounidense de Filipinas, que abarcaba los territorios de las provincias de Zamboanga, Lánao, Cotabato, Dávao y Joló.

## Historia
Este territorio fue parte de la capitanía general de Filipinas (1520-1898).
Después de la guerra filipino-estadounidense, los estadounidenses establecieron un gobierno directo sobre esta nueva provincia, dividida en cinco distritos (Zamboanga, Lánao, Cotabato, Dávao y Joló).
Datu Ali de Kudarangán en Cotabato se negó a cumplir con la legislación contra la esclavitud, rebelándose contra los estadounidenses. En octubre de 1905, Alí y sus hombres fueron asesinados.
Después de 1914, y hasta 1920, la provincia fue reemplazada por un organismo colonial estadounidense llamado Departamento de Mindanao y Joló (Department of Mindanao and Sulu), que abarcó toda la isla Mindanao, excepto Lánao.